# Rio do Peixe (afluente do rio Santo Antônio)
O rio do Peixe é um curso de água do estado de Minas Gerais, Região Sudeste do Brasil, pertencente à bacia do rio Doce. Nasce no município de Serro e deságua na margem esquerda do rio Santo Antônio em Ferros.
Seu leito banha os municípios de Serro, Dom Joaquim, Carmésia, Conceição do Mato Dentro e Ferros, sendo um dos principais componentes da bacia hidrográfica do rio Santo Antônio.